# عبد الله شلباية
عبد الله خالد شلباية (16 نوفمبر 2003 -) لاعب كرة مضرب أردني من مواليد عمّان، بدأ تعلّقه بكرة المضرب منذ الصِغر، بدأ تدريبه مبكرًا وشارك في المسابقات والبطولات وحصد أولى ألقابه بعمر 7 سنوات، بدأت مسيرته الاحترافية عام 2021، ويُعدّ أول أردني يدخل التصنيف العالمي للرجال ضمن رابطة محترفي التنس.

## نشأته
بدأ تعلقّه باللعبة عبر التلفاز، تعلّم امساك المضرب قبل اكماله الرابعة من عمره حيث كان يضرب الكرة على جدران منزله، تنبّه والده لموهبته وألحقه بمدارس الواعدين التابعة للاتحاد الأردني للتنس، وبعد التدريب جرى اختياره للانضمام للمنتخبات الوطنية للفئات العمرية وبدأت مشاركاته في المسابقات المحلية والخارجية. بدأ بحصد الألقاب مبكرًا، حيث أحرز أول بطولة له عام 2011 في تونس وهو بعمر سبع سنوات، توالت من بعدها الألقاب والإنجازات.

## نهائيات جولة تشالنجر والجولة العالمية

### فردي: 6 (4–2)
| سجل (الفردي)                               |
| ------------------------------------------ |
| جولة تشالنجر للاعبي التنس المحترفين (1–1)  |
| الجولة العالمية للاتحاد الدولي للتنس (3–1) |

| الألقاب بحسب الأرضية |
| -------------------- |
| صلبة (4–2)           |
| ترابية (0–0)         |
| عشبية (0–0)          |
| سجادية (0–0)         |

| النتيجة | ف–خ | الموعد      | البطولة                     | المستوى               | نوع الأرضية | الخصم في النهائي | نتيجة المباراة           |
| ------- | --- | ----------- | --------------------------- | --------------------- | ----------- | ---------------- | ------------------------ |
| فاز     | 1–0 | يوليو 2022  | إم15 المنستير، تونس         | الجولة العالمية للتنس | صلبة        | دانييل رينكون    | 2–1 انسحاب               |
| فاز     | 2–0 | يوليو 2022  | إم15 المنستير، تونس         | الجولة العالمية للتنس | صلبة        | اسكندر منصوري    | 7–6(7–3)، 6–4            |
| فاز     | 3–0 | ديسمبر 2022 | إم15 ترنافا، سلوفاكيا       | الجولة العالمية للتنس | صلبة        | دانييل رينكون    | 6–1، 6–4                 |
| خسر     | 3–1 | يناير 2023  | إم25 ماناكور، إسبانيا       | الجولة العالمية للتنس | صلبة        | دانييل رينكون    | 6–7(0–7)، 6–3، 6–7(9–11) |
| خسر     | 3–2 | فبراير 2023 | المنامة، البحرين            | جولة تشالنجر          | صلبة        | تاناسي كوكيناكيس | 1–6، 4–6                 |
| فاز     | 4–2 | أكتوبر 2023 | تشارلستون، الولايات المتحدة | جولة تشالنجر          | صلبة        | أوليفر كرافورد   | 6–2، 6–7(5–7)، 6–3       |

### الزوجي: 5 (3–2)
| سجل (الزوجي)                               |
| ------------------------------------------ |
| جولة تشالنجر للاعبي التنس المحترفين (1–0)  |
| الجولة العالمية للاتحاد الدولي للتنس (2–2) |

| الألقاب بحسب الأرضية |
| -------------------- |
| صلبة (0–2)           |
| ترابية (3–0)         |
| عشبية (0–0)          |
| سجادية (0–0)         |

| النتيجة | ف-خ | الموعد      | البطولة                      | المستوى               | نوع الأرضية | الشريك             | الخصوم في النهائي                    | نتيجة المباراة        |
| ------- | --- | ----------- | ---------------------------- | --------------------- | ----------- | ------------------ | ------------------------------------ | --------------------- |
| فاز     | 1–0 | نوفمبر 2020 | إم15 فالدوريس، إسبانيا       | الجولة العالمية للتنس | ترابية      | بيدرو فيفيس ماركوس | هولغر رون إريك فانشيلبويم            | 7–5، 6–3              |
| خسر     | 1–1 | يوليو 2021  | إم15 المنستير، تونس          | الجولة العالمية للتنس | صلبة        | بيدرو فيفيس ماركوس | آرثر بوكيه سانتياغو رودريغيز تافيرنا | 7–6(7–2)، 3–6، [6–10] |
| فاز     | 2–1 | أكتوبر 2021 | إم15 نيبلز، الولايات المتحدة | الجولة العالمية للتنس | ترابية      | برونو كوزوهارا     | يوهانس إنيلسن دوارتي فالي            | 6–4، 6–1              |
| خسر     | 2–2 | ديسمبر 2022 | إم15 ترنافا، سلوفاكيا        | الجولة العالمية للتنس | صلبة        | كولمان وونج        | دانييل رينكون دانييل فاليخو          | 4–6، 2–6              |
| فاز     | 3–2 | أبريل 2023  | مرسية، إسبانيا               | جولة تشالنجر          | ترابية      | دانييل رينكون      | سيرخيو مارتوس جورنيس ماركو بورتولوتي | 7–6(7–3)، 6–4         |

## نهائيات جراند سلام للناشئين

### الزوجي: 1 (1 الوصيف)
| النتيجة | السنة | البطولة  | نوع الأرضية | الشريك        | الخصوم في النهائي                     | نتيجة المباراة |
| ------- | ----- | -------- | ----------- | ------------- | ------------------------------------- | -------------- |
| خسر     | 2021  | ويمبلدون | عشبية       | دانييل رينكون | إد بوتفيل أليخاندرو مانزانيرا بيرتوسا | 3–6, 4–6       |